# Römischer Qanat (Pölich)

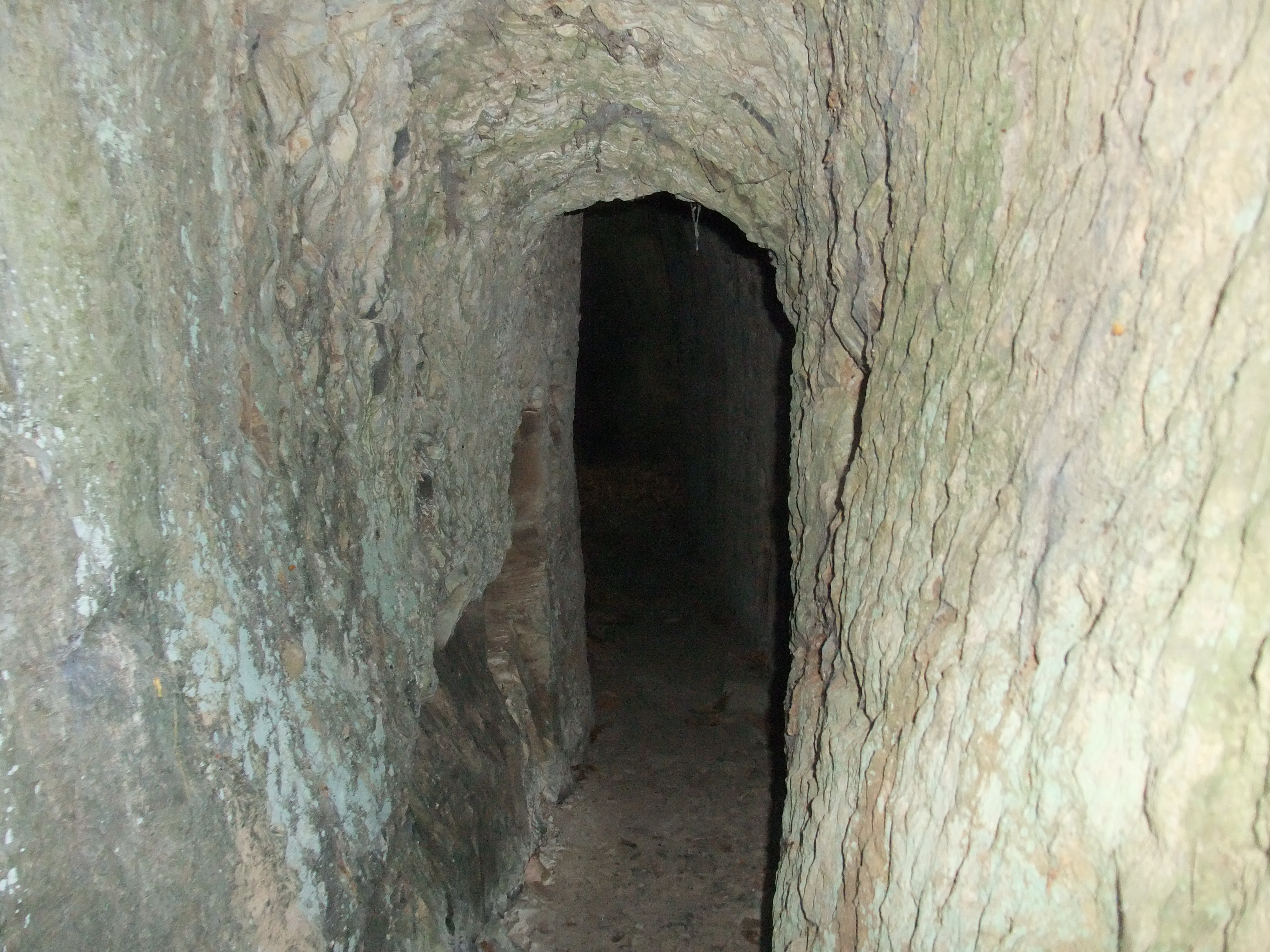
Römischer Qanat in Pölich

Der Römische Qanat in Pölich im Landkreis Trier-Saarburg ist eine Tunnelwasserleitung (Qanat) römischen Ursprungs. Die Anlage ist teilweise begehbar.
1987/88 wurden 50 m der insgesamt 400 m langen, in den Schieferfels gehauenen Wasserleitung freigelegt. Sie diente der Wasserversorgung einer römischen Villenanlage und ist durchschnittlich 1,20 m hoch und 0,50 m breit. Die Leitung verfügt alle 10 m über Einstiegsschächte (z. T. sichtbar) und am Anfangspunkt der Leitung über einen sogenannten Mutterschacht.